# Whitesand Bay (vik i Storbritannien)
Whitesand Bay är en vik i Storbritannien.   Den ligger i riksdelen England, i den södra delen av landet, 400 km väster om huvudstaden London.